# 法蘭西行動
法蘭西行動（法語：Action Française）是以1894年的德雷福斯事件为契机而組成的法国君主主義的右翼組織，名稱來自1899年创刊的同名机关报。
夏尔·莫拉斯等在德雷福斯事件中反德雷福斯的知识分子為主要成員。在莫拉斯的影響下，法蘭西運動主張君主主義、否定法国大革命、反民主、整合主義、支持恢復天主教的國教地位。
在創立後不久，法蘭西運動便試圖透過其機關報及組織各種團體來影響公眾與論。战间期期間，法蘭西運動頗負盛名與影響力，直到法西斯主义崛起及與天主教會的決裂導致法蘭西運動的衰落。在第二次世界大战期間，法蘭西運動支持維琪政權與貝當。戰後，法蘭西運動的機關報遭禁，領導人莫拉斯也被捕入監。儘管因為政治局勢改變，但法蘭西運動仍持續存在，只是影響力不再如全盛期強大。

## 意识形态
法蘭西運動的意識型態受到夏尔·莫拉斯的主導，以廢除共和、王政復辟為目標。組織追求地方分权的聯邦君主制，希望內恢復法國大革命實施行省制所廢除的地方制度。雖然莫拉斯是名不可知論者，但在《1905年法國政教分離法案》後，運動還支持恢復天主教的國教地位。
然而，与其说法蘭西運動是为了恢复王政，不如说是为了攻擊第三共和国，提出了相反的君主制度。直到1937年，与奥尔良王朝发生衝突後，王政復辟就不再是法蘭西運動主要的訴求了。
第一次世界大战结束后，受到意大利法西斯影響，法蘭西運動也開始轉向法西斯主义。在民族主義方面，法蘭西運動延續了从普法战争开始的反德情緒；宗教方面，反犹太人、反新教徒和反共济会，支持恢复作为国教的天主教地位。但因过激的言行，在1927年遭到破門；對於左翼方面，反對社会主义，在1917年十月革命後，更反對共产主义。
法蘭西運動不排除透過政變，及過渡性的威權政府，來達成目標。而對於其他右翼團體，法蘭西運動未必與其合作，而常常內鬨。

## 历史

### 创立 1898-1914
在德雷福斯事件中，對反德雷福斯派的法蘭西祖国同盟 方針改變不滿，哲学教授Henri Vaugeois，和记者Maurice Pujo決定創立反猶的法蘭西運動。1899年，兩人創立機關報《法蘭西運動》。1900年，夏尔·莫拉斯參與組織。
1905年，以Lucien Moreau組織學生團體為開端，作為政治團體的「法蘭西運動」開始發展。1908年，原本是雙周刊的《法蘭西運動》改為日刊，Georges Valois成為主筆。同年，外圍的青年團體「王党員」(Camelots du Roi)成立，先是負責在街上推銷《法蘭西運動》日報，後轉型成為對付「法蘭西運動」對手的準軍事組織。1914年之前，法蘭西運動已成為法國最具組織性、最危險的民族主義組織。

### 第一次世界战争與戰间期

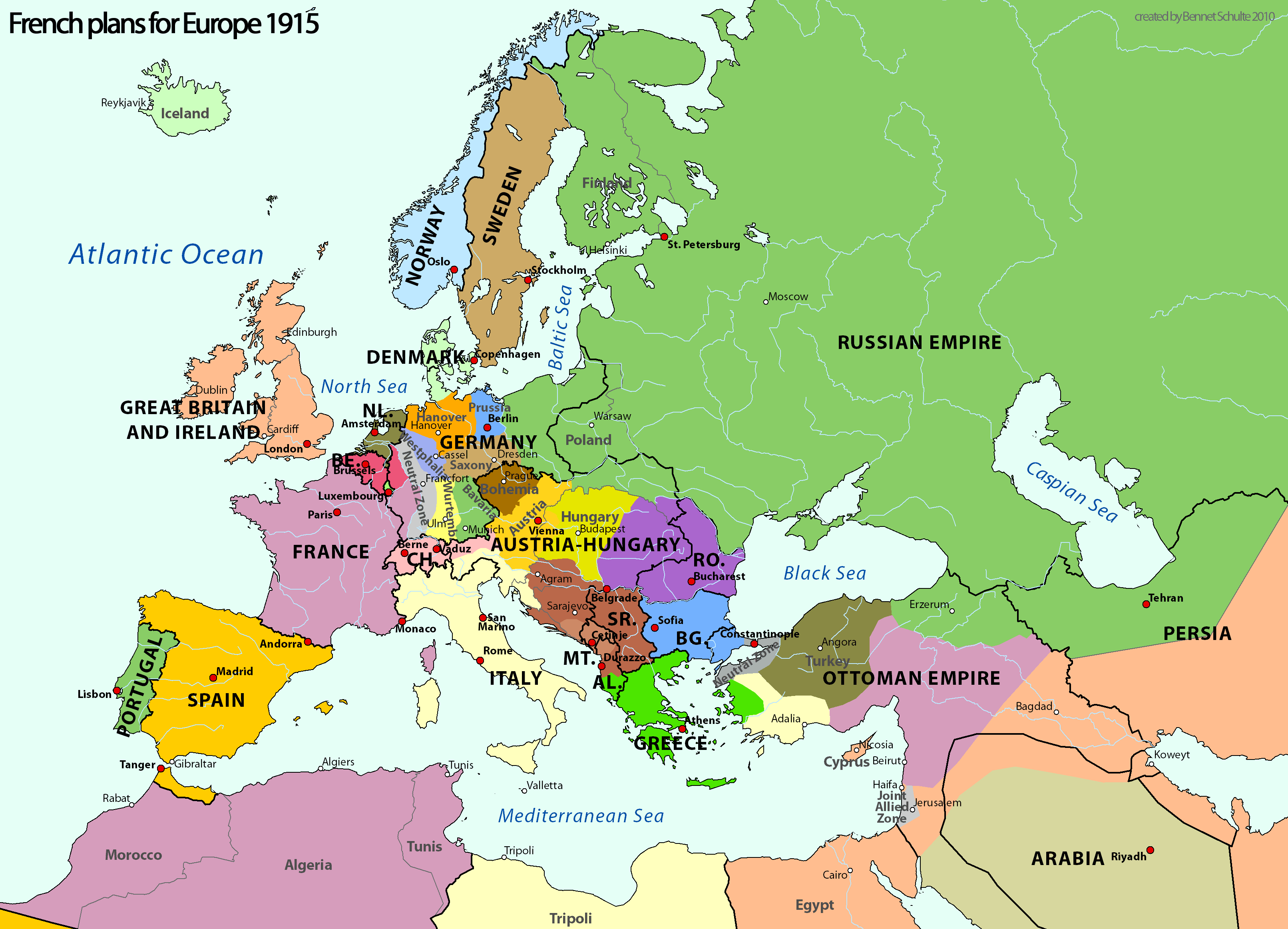
1915年，法蘭西運動主張的戰後歐洲疆界重劃計畫。

第一次世界大战 之際，基於民族主義與反德立場，法蘭西運動選擇與政府合作，支持克里蒙梭，以對德復仇的主張鼓舞國民。對於胜利之后的合約内容，主張將德國分割成統一前的諸小邦；瓦解奧匈帝國、土耳其。戰後簽訂的《凡爾賽條約》雖解體德奧土三帝國，但未與法蘭西運動的願望一致。
1919年，法蘭西運動參與選舉，但師出不利。儘管如此，右翼人士的聲勢引起左派人事的憂慮，促成了1924年的左翼聯合政府。

### 教宗的譴責與跟奧爾良黨的決裂
1926年，因法蘭西運動激進的言論，教宗庇護十一世公開譴責法蘭西運動是异端邪说 。1928年前後，莫拉斯的作品被列為禁書 。直到1939年，因西班牙内战，天主教會基於共同反共的立場，教宗庇護十二世結束譴責。
1934年，法蘭西運動參與了2月6日危機。
自1934起，奥尔良王朝的王位主張人吉斯公爵 和巴黎伯爵亨利 發起了自己的王政復辟运动。此舉加深奧爾良王室與法蘭西運動間的嫌隙。1937年，莫拉斯在《法蘭西運動》發表支持國民主權的言論，與奧爾良王室決裂。法蘭西運動繼續反共反德的立場，主張與進軍羅馬後取得政權的墨索里尼結盟，與法西斯越走越近。

### 维希法國下

法蘭西運動的成員，1927年

1936年2月， 法蘭西運動遭到人民陣線政府強迫解散。第二次世界大战爆发，纳粹德国入侵法国。經歷短暫地戰鬥後，德法簽訂貢比涅协定 ，第三共和国投降。在軸心占領下，贝当的法蘭西国成立。趁此時機，法蘭西運動重新展開活動，但並非對抗德國人，而是與反議會的貝當政權合作。
因改變反德路線，不少支持者出走。德國投降之後，莫拉斯因與德國人合作，被處以無期徒刑。

### 戰後
失去臺柱莫拉斯的法蘭西運動，在Maurice Pujo的努力下，於1947年重建，但失去往日的勢頭。
1981年的总统选举，法蘭西運動支持者謠傳社会党候选人密特朗 是法蘭西運動成員，但密特朗本人其實是火十字团的成員。

## 外部聯結
- 法蘭西運動的官方网站 （页面存档备份，存于） （法文）